# Stubalj
Stubalj is een plaats in de gemeente Majur in de Kroatische provincie Sisak-Moslavina. De plaats telt 229 inwoners (2001).